# Recuerda (Soria)
Recuerda es un municipio y localidad española de la provincia de Soria, en la comunidad autónoma de Castilla y León. El término municipal, que incluye también los núcleos de Galapagares, La Perera, Mosarejos y Nograles, tiene una población de 62 habitantes (INE 2024).

## Geografía
Ayto: C/ Real, s/n. El municipio incluye los núcleos de Galapagares, Mosarejos, Nograles, La Perera y Recuerda. Habitantes censados: 113. Extensión municipio: 2500 ha. Altitud: 1082 m.
En el municipio e incluido en la Red Natura 2000 se encuentra el lugar de importancia comunitaria conocido como Riberas del Río Duero y afluentes, ocupando 33 hectáreas, el 1 % de su término.

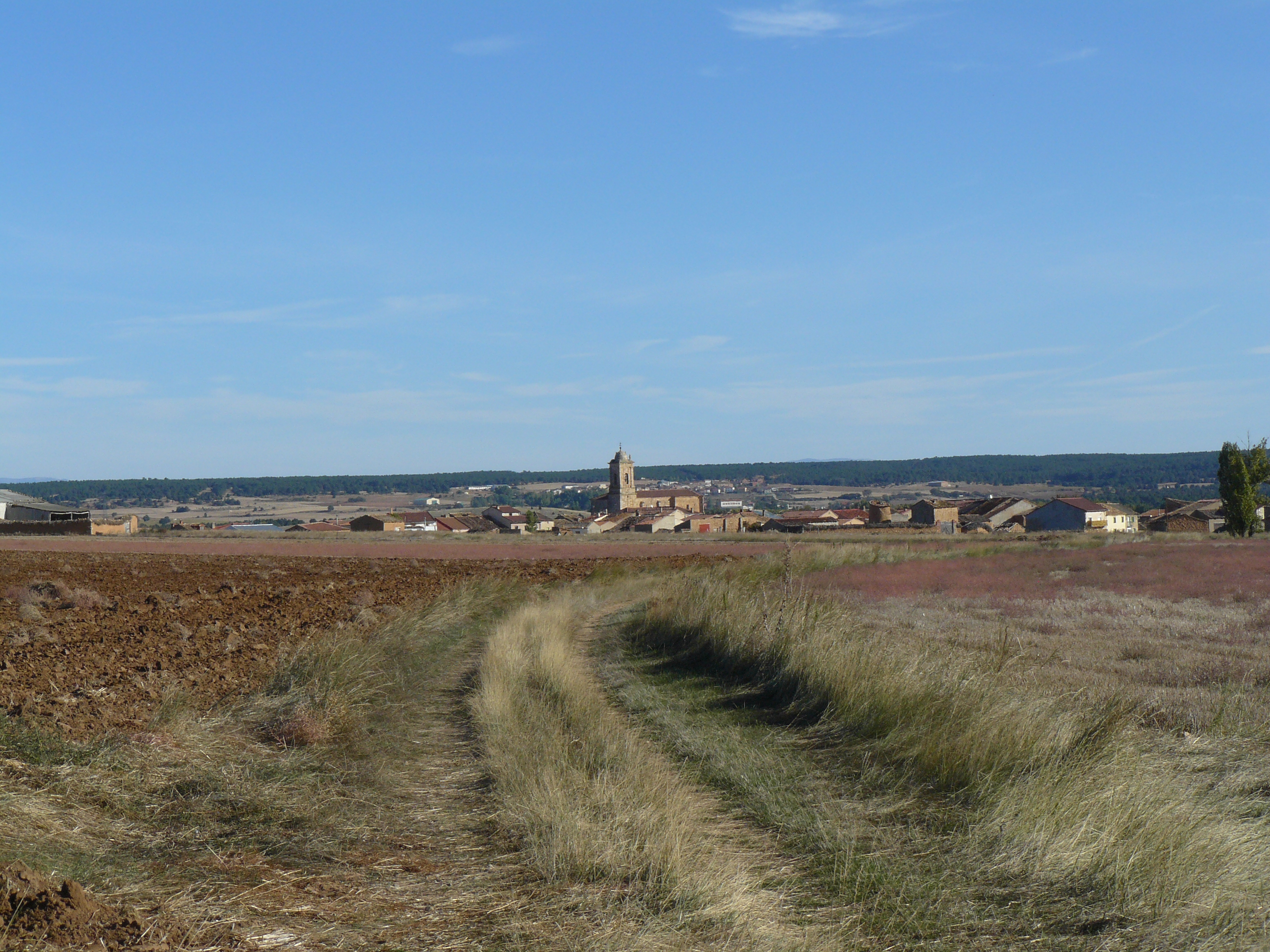
Panorámica
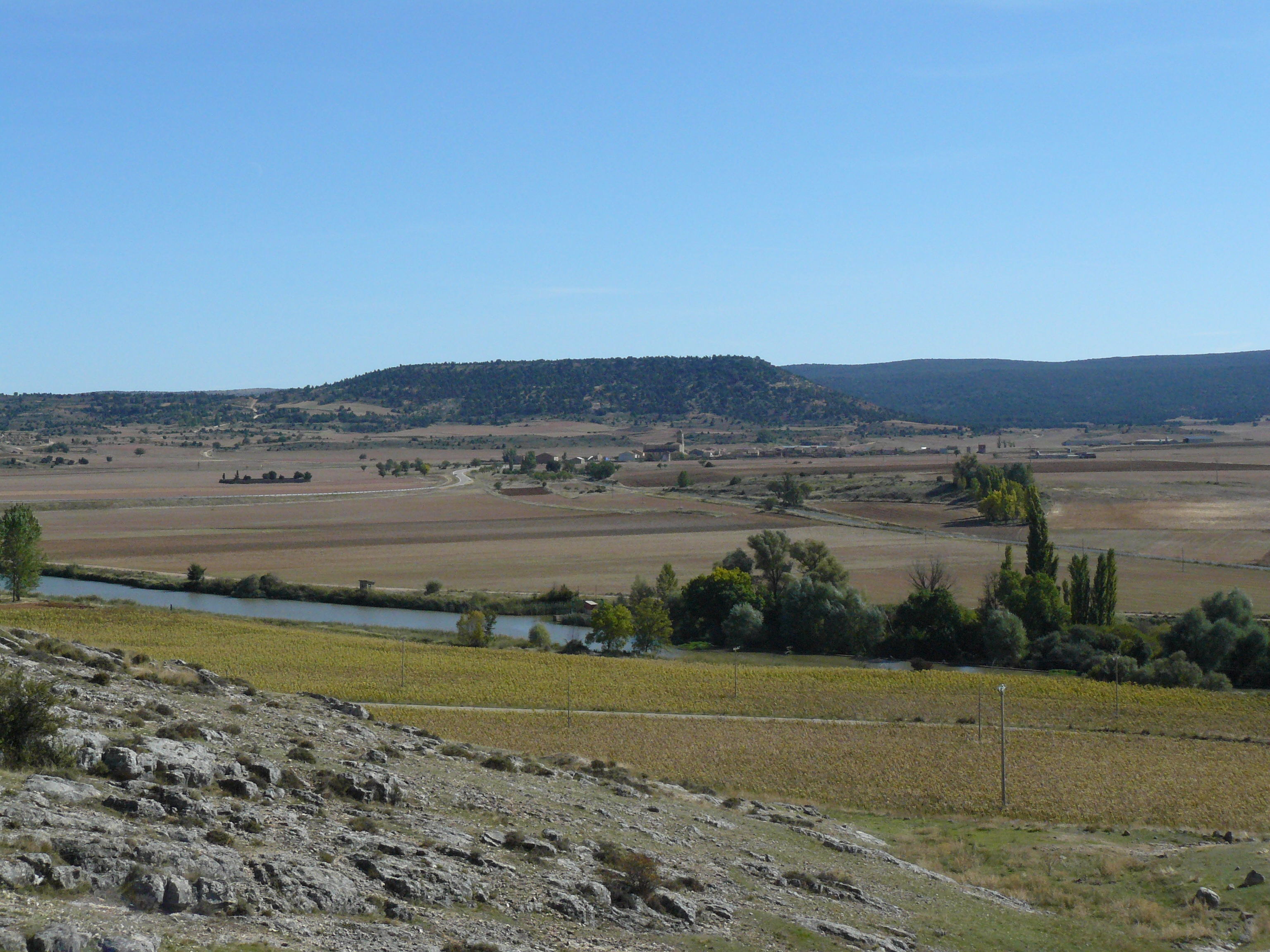
Panorámica
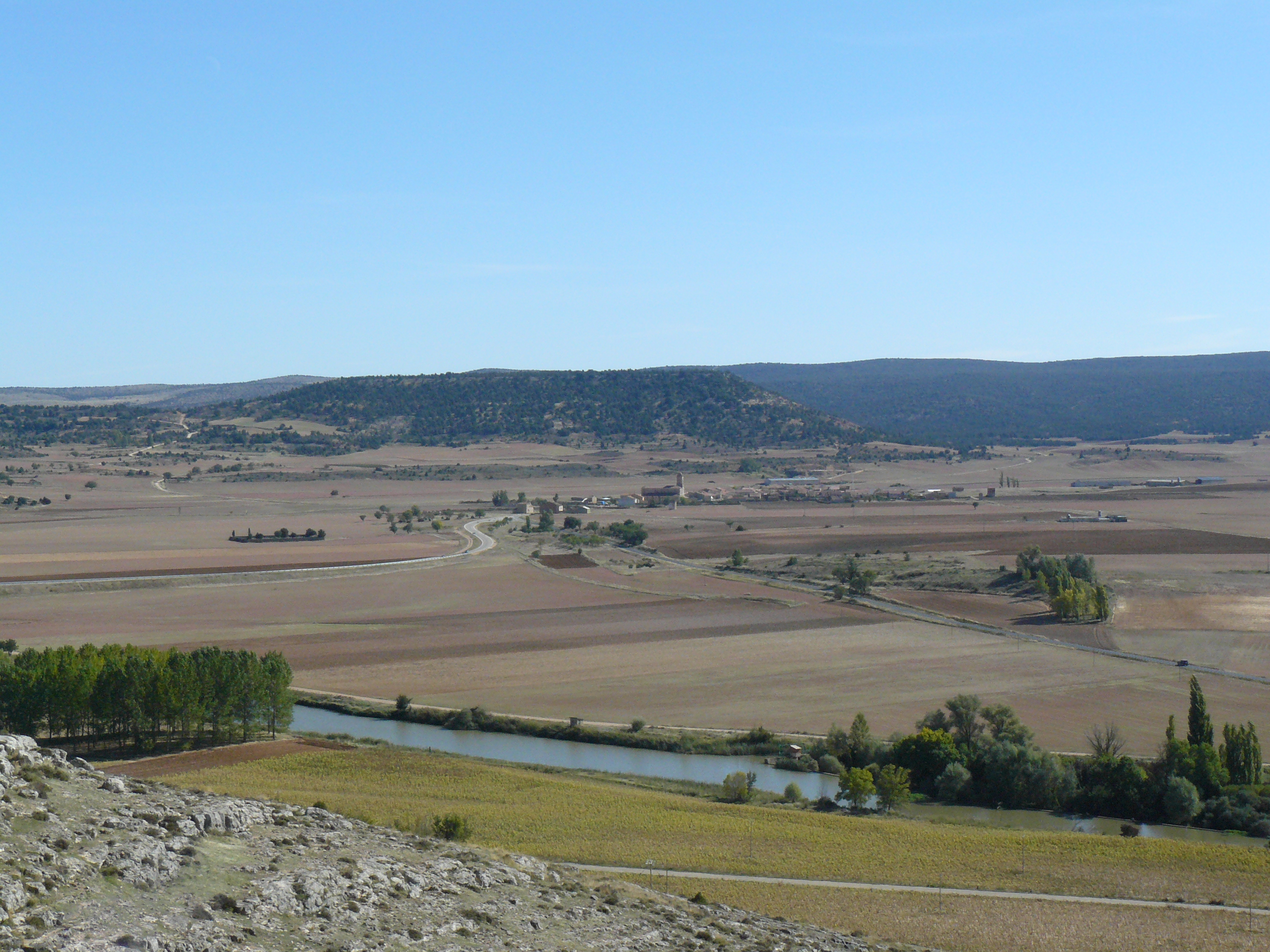
Panorámica

Tupido bosque de enebros y sabinas. Por aquí pasa la ruta de senderismo GR 86. En su página web se pueden encontrar numerosas rutas para BTT. La localidad forma parte del Camino del Cid. La web también ofrece información de los eventos culturales que se organizan en dicha localidad como "Las Matanzas", "Las Águedas" etc.

## Historia
Perteneció tras la reconquista de la zona al Alfoz de Gormaz, quedando su historia ligada a la villa de Gormaz hasta la liquidación de los señoríos en el siglo XIX. Gormaz tiene un interesante puente sobre el Duero, que estuvo fortificado. En su término se han encontrado varias necrópolis celtibéricas. Tuvo hospital.
En el censo de 1879, ordenado por el conde de Floridablanca, figuraba como lugar del partido de Gormaz en la intendencia de Soria, con jurisdicción de señorío y bajo la autoridad del alcalde pedáneo, nombrado por el conde de Ribadavia. Contaba entonces con 332 habitantes.
A la caída del Antiguo Régimen la localidad se constituyó en municipio constitucional en la región de Castilla la Vieja que en el censo de 1842 contaba con 72 hogares y 290 vecinos. A mediados del siglo XIX, el lugar tenía contabilizadas 70 casas. Aparece descrito en el decimotercer volumen del Diccionario geográfico-estadístico-histórico de España y sus posesiones de Ultramar de Pascual Madoz de la siguiente manera:

RECUERDA: l. con ayunt. en la prov. de Soria (8 leg.), part. jud. del Burgo (3), aud. terr. y c. g. de Búrgos (23), dióc. de Osma (3). sit. en llaño á la márg. izq. del r. Duero y combatido libremente de los vientos; goza de clima templado y sano: tiene 70 casas; la consistorial; una posada pública; escuela de instruccion primaria frecuentada por 40 alumnos de ambos sexos, dotada con 60 fan. de trigo; hay varios pozos de aguas potables; una igl. parr. (San Bernabé) servida por un cura y un sacristan. térm.: confina N. Gormaz, sirviendo de linea divisoria el r. Duero; E. Morales; S. Galapagares y Mosarejos, y O. Villanueva; dentro de él se encuentra una ermita (la Soledad) y varios manantiales: el terreno fertilizado por el Duero y por un arroyo que llaman de la Perera, es de buena calidad; comprende una deh. de pastos y 2 montes, uno enebral y otro de encina: caminos: los que dirigen á los pueblos limítrofes y á la cab. del part., en la que se recibe y despacha el correo. prod.: trigo, centeno, cebada, avena, legumbres, hortalizas, leñas de combustible y buenos pastos con los que se mantiene ganado lanar, vacuno y mular: ind.: la agrícola y algunos cañares en el Duero, con los que se pescan anguilas, barbos y truchas. pobl.: 72 vec., 290 alm. cap. imp.: 59,046 rs.
(Madoz, 1849, p. 390)

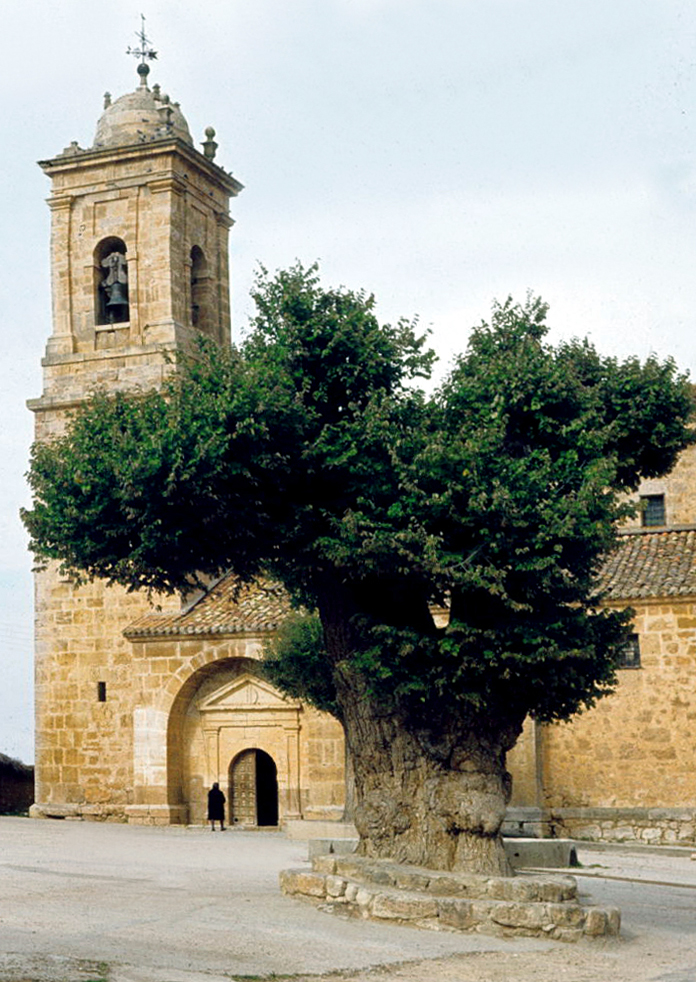
Iglesia y olmo, ya desaparecido, en 1976.

A mediados del siglo XIX creció el término del municipio al incorporar a Galapagares y Mosarejos. En el siglo siguiente, en 1970, aumentó de nuevo el término del municipio al fusionarse con los de Nograles y La Perera. Entre los servicios disponibles en la población se encuentran una farmacia y dos bares.[cita requerida]

## Demografía
Cuenta con una población de 62 habitantes (INE 2024).
| Gráfica de evolución demográfica de Recuerda entre 1842 y 2021 |
| |
| Población de derecho según los censos de población del INE Población de hecho según los censos de población del INEEntre el censo de 1857 y el anterior, crece el término del municipio porque incorpora a 425050 (Galapagares) y 425070 (Mosarejos) Entre el censo de 1970 y el anterior, crece el término del municipio porque incorpora a 42583 (Nograles) y 42590 (La Perera) |

Población por núcleos
| Núcleos     | Habitantes (2000) | Habitantes (2009) |
| ----------- | ----------------- | ----------------- |
| Galapagares | 16                | 15                |
| La Perera   | 20                | 19                |
| Mosarejos   | 3                 | 2                 |
| Nograles    | 9                 | 8                 |
| Recuerda    | 67                | 45                |

## Patrimonio

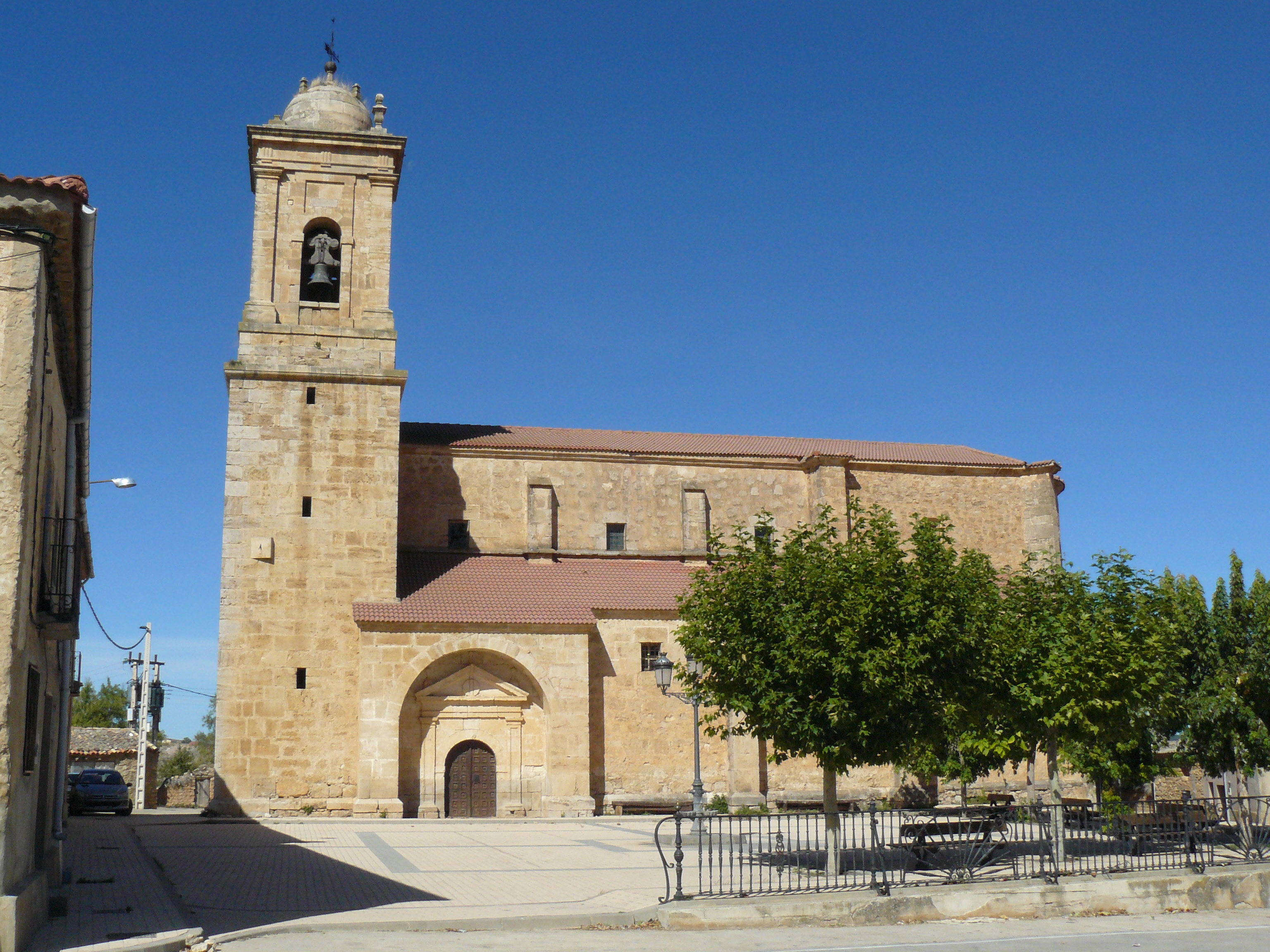
Iglesia de San Bernabé

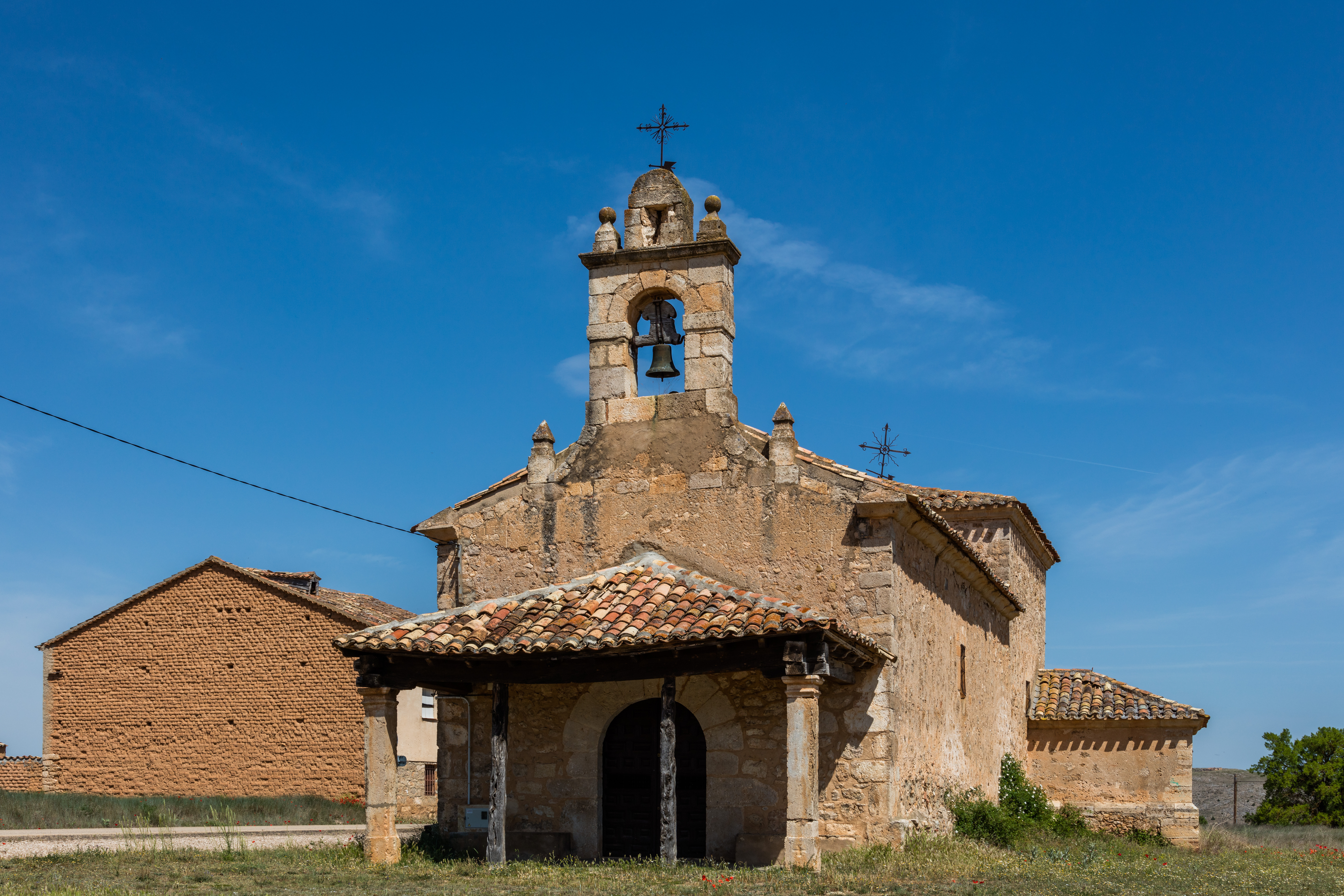
Ermita de la Virgen de las Angustias

En la localidad de Recuerda hay una iglesia parroquial católica dedicada a San Bernabé, del siglo XVI, con cabecera gótica y cuerpo barroco. El retablo mayor y el relicario, renacentistas, son del siglo XVII, obra de Gabriel de Pinedo. 
La "Ciudad de la Alegría" es un interesante poblado de bodegas apartado del pueblo, a unos 600 m en dirección a Morales. Cuenta con un número aproximado de unas 200 bodegas que junto con las de Atauta son únicas en cuanto a construcción. 

## Fiestas
Las fiestas de San Bernabé (11 de junio) fueron trasladadas por decisión popular al segundo fin de semana de agosto.